# Carlo Schmid-Sutter

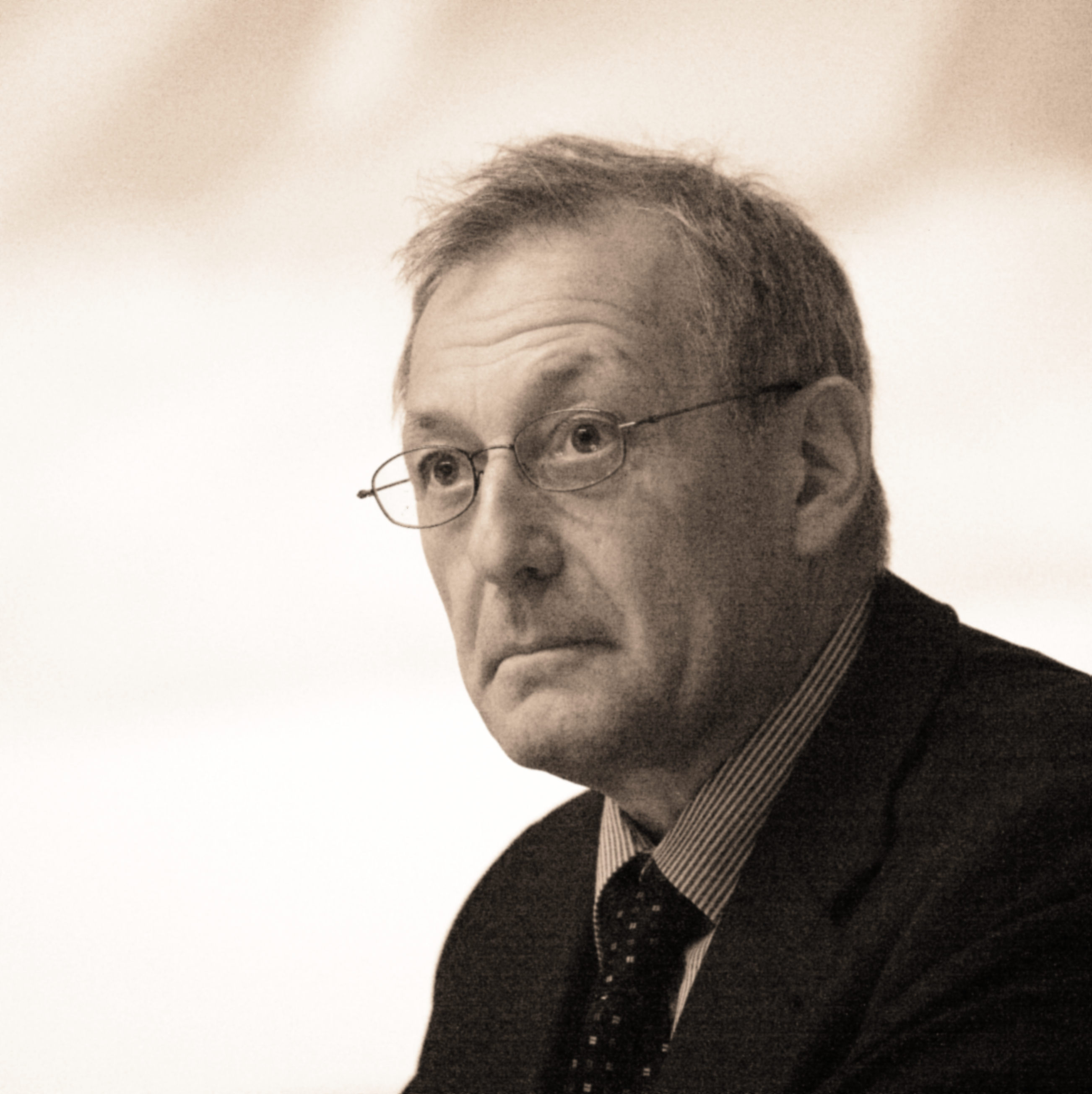
Carlo Schmid-Sutter

Carlo Schmid-Sutter (Heiden, 11 maart 1950) is een Zwitsers politicus voor de Christendemocratische Volkspartij (CVP/PDC) uit het kanton Appenzell Innerrhoden.

## Biografie
Carlo Schmid-Sutter was van 1979 tot 1995 lid van de Grote Raad van Appenzell Innerrhoden, het kantonnaal parlement. Daarnaast was hij sinds 1979 ook lid van de Kantonscommissie van Appenzell Innerrhoden, waar hij het departement Onderwijs beheerde. Sinds 1984 was hij meerdere malen afwisselend Landammann (regeringsleider) en Pannerherr (plaatsvervangend regeringsleider) van zijn kanton. Hij bekleedde deze functies in de volgende periodes:
- 29 april 1984 - 27 april 1986 — Landammann
- 27 april 1986 - 24 april 1988 — Pannerherr
- 24 april 1988 - 29 april 1990 — Landammann
- 29 april 1990 - 26 april 1992 — Pannerherr
- 26 april 1992 - 24 april 1992 — Landammann
- 24 april 1994 - 28 april 1996 — Pannerherr
- 28 april 1996 - 26 april 1998 — Landammann
- 26 april 1998 - 30 april 2000 — Pannerherr
- 30 april 2000 - 28 april 2002 — Landammann
- 28 april 2002 - 25 april 2004 — Pannerherr
- 25 april 2004 - 30 april 2006 — Landammann
- 30 april 2006 - 2008 — Pannerherr

Van 1980 tot 2007 was hij op federaal vlak lid van de Kantonsraad, de eerste kamer van de Bondsvergadering. Van 6 december 1999 tot 27 november 2000 was hij voorzitter van de Kantonsraad.
Schmid-Sutter was van 1992 tot 1994 voorzitter van de Christendemocratische Volkspartij. Hij was eveneens voorzitter van het Schweizerischer Nutzfahrzeugverband (Zwitserse Federatie van Commerciële Motorvoertuigbezitters).